# Paragryllus insolitos
Paragryllus insolitos är en insektsart som beskrevs av Otte, D. och Perez-gelabert 2009. Paragryllus insolitos ingår i släktet Paragryllus och familjen syrsor. Inga underarter finns listade i Catalogue of Life.